# HK Gazprom-OSU
Le HK Gazprom-OSU Universitet Orenburg est un club de hockey sur glace d'Orenbourg en Russie. Il évolue dans la Vysshaya Liga, le second échelon russe.

## Historique
Le club est créé en 1998. En 2008, alors qu'il évolue en Vysshaya Liga, il signe une affiliation pour devenir le club-école du Dynamo Moscou pensionnaire de la Ligue continentale de hockey .

## Palmarès
- Aucun titre.